# Dragon Quest II
Dragon Quest II (яп. ドラゴンクエストII 悪霊の神々 дорагон куэсуто цу: акурё: но камигами) — японская ролевая игра для приставки Nintendo Entertainment System, разработанная студией Chunsoft и выпущенная компанией Enix (ныне Square Enix) в 1987 году, является второй номерной частью серии Dragon Quest.
Так как первая часть выходила в Северной Америке под названием Dragon Warrior, то во время локализации решили не менять эту устоявшуюся торговую марку и выпустили игру как Dragon Warrior II. Впоследствии было произведено множество переизданий, в том числе для консолей MSX, Super Nintendo Entertainment System, Game Boy, Game Boy Color а также для мобильных телефонов.

## Сюжет
Сюжет является прямым продолжением предыдущей игры и рассказывает о принце королевства Миденхолл, который отправляется в путешествие, чтобы остановить злого колдуна, разрушившего замок Мунбрук. По сравнению с первой частью, появилась возможность присоединять к партии других персонажей, относящихся к трём разным классам: герой, паладин и маг. Кроме того, заметно расширилась мировая карта, по которой теперь можно путешествовать с помощью корабля и нескольких телепортов.

## Отзывы и продажи
| Сводный рейтинг    | Сводный рейтинг                           |
| Агрегатор          | Оценка                                    |
| ------------------ | ----------------------------------------- |
| GameRankings       | 81,50 %                                   |
| Metacritic         | iOS: 76/100                               |
| Иноязычные издания |                                           |
| Издание            | Оценка                                    |
| Famitsu            | FC: 38/40                                 |
| GameSpot           | 9,6/10                                    |
| IGN                | 8,0/10                                    |
| Nintendo Power     | 8/10                                      |
| TouchArcade        | iOS:                                      |
| Награды            |                                           |
| Издание            | Награда                                   |
| RPGamer            | Game Boy Color Award of the Year for 2000 |

Dragon Quest II, благодаря инновациям в области геймплея, коммерчески оказался ещё более успешным, чем оригинальный Dragon Quest. В соответствии с официальными данными, по состоянию на март 2003 года, в одной только Японии было продано 2,41 млн копий игры. В 2006 году читатели японского игрового журнала Famitsu поставили Dragon Quest II на семнадцатое место в списке величайших игр всех времён.